# Storia di Riga

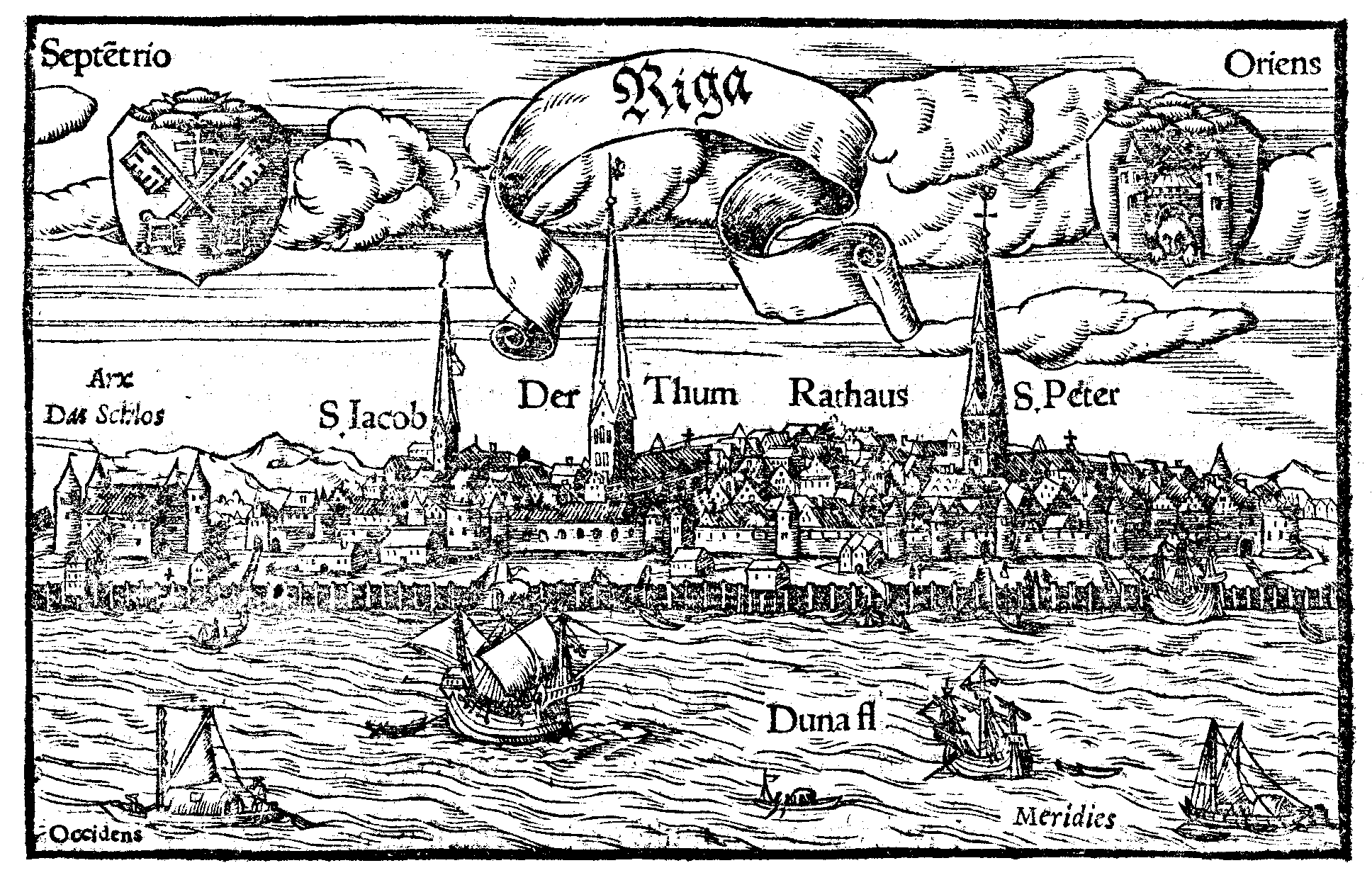
Panorama di Riga vista dal Daugava nel 1547

La storia di Riga, la capitale odierna della Lettonia, ha inizio nel II secolo con la fondazione di un insediamento, Duna urbs, situato in un porto naturale non lontano dalla foce del fiume Daugava. In seguito colonizzata da Livoni e Curi, la località era già un centro commerciale noto nell'Alto Medioevo lungo la rotta commerciale Dvina-Dnepr fino a Costantinopoli. Il cristianesimo giunse in Lettonia già nel IX secolo, ma fu l'arrivo delle crociate del Nord alla fine del XII secolo che spinse gli ordini religiosi cavallereschi ad avviare operazioni di conquista e di conversione forzata della popolazione locale. L'egemonia tedesca consolidatasi nei Paesi baltici durò per secoli, trascinandosi fino all'indipendenza della Lettonia. Ancora oggi, essa sopravvive sia per via della presenza di una comunità di cittadini tedeschi sia sotto forma artistica con riferimento allo Jugendstil di alcuni edifici cittadini.
Dal XIII secolo alla nascita del risveglio nazionale nell'Ottocento e dell'indipendenza nel Novecento, la storia della Lettonia e di Riga si intrecciarono in maniera indissolubile, testimoniando l'ascesa e il declino del controllo delle potenze straniere circostanti sui lettoni e sul loro territorio. In quanto membro della Lega anseatica, la prosperità di Riga crebbe nel corso del XIII-XV secolo, tanto che divenne un importante centro commerciale e più tardi, industriale, dell'occupante straniero di turno.
Oggi Riga e i suoi dintorni ospitano circa la metà degli abitanti della Lettonia.
Nel 1997, l'UNESCO ha dichiarato il centro storico di Riga (Vecrīga) patrimonio dell'umanità riconoscendone il grande valore architettonico; sono infatti moltissimi gli esempi di edifici realizzati in Art Nouveau, oltre che di strutture abitative in legno risalenti al XIX secolo.

## Etimologia del nome e fondazione di Riga
Il fiume Daugava (Dvina occidentale, Dúna in antico norvegese) ha rappresentato una rotta commerciale trafficata sin dall'antichità, in quanto tappa della tratta di navigazione vichinga Dvina-Dnepr che conduceva fino a Costantinopoli. Già nel II secolo, veniva indicato come area abitata un porto naturale riparato situato a 15 km a ridosso della foce del Daugava (Duna Urbs), dove si trova l'odierna Riga. Le fonti antiche facevano riferimento alla Curlandia alla stregua di un regno. Successivamente fu colonizzata dai livi, un'antica tribù finnica giunta tra il V e il VI secolo, più o meno nello stesso periodo in cui Riga iniziò a svilupparsi come insediamento frequentato da Vichinghi durante l'Alto Medioevo.
Gli scavi archeologici nei pressi della piazza del municipio di Riga (in lettone: Ratslaukums) e in un angolo tra via Peldu e Ūdensvada evidenziano che le abitazioni sono state costruite su quelle già esistenti nel XII secolo. Queste ultime erano abitate principalmente dai Curi e dai Livoni stanziatisi presso il bacino del fiume Daugava. Le comunità di popoli appena menzionate sopravvivevano principalmente grazie alla pesca, alla zootecnia e al commercio di ossa lavorate, legno, ambra, ferro e suppellettili di vario genere.
La Cronaca di Enrico di Livonia riferisce che le più antiche fortificazioni di cui si ha notizia di Riga sorgevano su un promontorio, il Senais kalns ("antica collina"), per poi venire abbattute nel XVIII secolo ed essere rimpiazzate da quello che sarebbe stato il centro storico di Riga. Esse testimoniano inoltre che Riga fu per lungo tempo sede di commerci nel XII secolo, tanto da essere indicata come portus antiquus (antico porto); le fonti descrivono abitazioni e magazzini usati per immagazzinare principalmente frumento, lino e pelli.

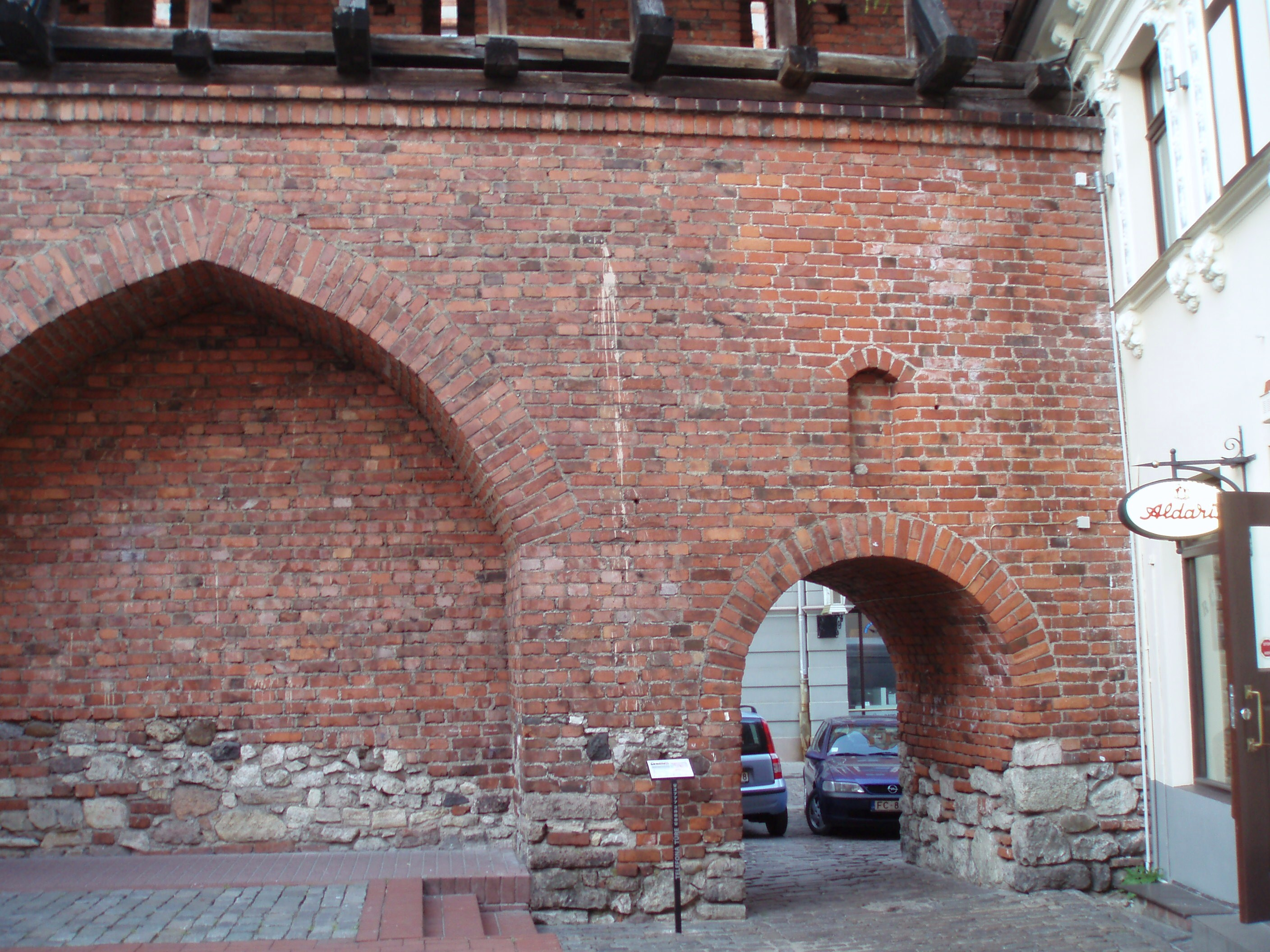
Frammento delle mura difensive medievali di Riga nella città vecchia

È stava avanzata l'ipotesi secondo cui l'origine del nome di Riga sia correlato agli antichi Celti, in virtù della somiglianza della radice del termine con parole quali Rigomagos e Rigodunon. Secondo altri, si tratterebbe di un prestito poi mutato in Liv ringa, ovvero l'antico porto localizzato presso l'ansa del Daugava abitato dai Livoni. Tuttavia, la teoria più accreditata è quella secondo la quale Riga non deve il suo nome a prestiti stranieri. Ciononostante, con il passare dei secoli, il termine in antico lettone rija, che voleva dire magazzino, fu gradualmente influenzato dal tedesco al posto della "j" si preferì la "g". Nel 1589, Riga era indicata come "Rie" (dunque senza la "g") dal geografo inglese Richard Hakluyt in Le rotte principali. L'origine di Riga da Rija è confermata dallo storico tedesco Dionisio Fabrizio (1610):
I commercianti tedeschi iniziarono a stabilirsi a Riga e nei suoi dintorni con crescente frequenza verso la seconda metà del XII secolo, partendo soprattutto da Gotland. Alcuni mercanti di Brema naufragati alla foce del Daugava stabilirono un avamposto commerciale vicino a Riga nel 1158. Il monaco Meinardo di Segeberg, un missionario, arrivò da Gotland nel 1184. Il cristianesimo giunse in Lettonia più di un secolo prima, con il cattolicesimo che arrivò nella Lettonia occidentale quando fu costruita una chiesa nel 1045 da mercanti danesi, malgrado sia probabile che già gli svedesi avessero anticipato questo evento. La religione ortodossa, invece, giunse nella Lettonia centrale e orientale grazie all'attività di gruppi di missionari (principalmente Vecchi credenti); alcuni lettoni erano già stati battezzati prima che Meinardo partisse verso est. Ciononostante, il missionario proseguì nell'opera stabilendosi tra i Livoni della valle Daugava a Ikšķile (in tedesco Uexküll), circa 20 km a nord di Riga. Con la loro assistenza e la promessa di conversione, realizzò un castello e una chiesa di pietra, facendo conoscere un metodo di costruzione fino ad allora sconosciuto ai Livoni e dalla grande importanza per costruire fortificazioni più robuste contro i loro stessi nemici. Hartwig II, il principe arcivescovo di Brema, era ansioso di espandere il potere e le proprietà di Brema verso nord e consacrò Meinardo come vescovo di Livonia (la versione latina dal tedesco Livland) nel 1186, con Ikšķile come sede del vescovato. Quando i Livoni dimostrarono di non essere interessati ad abbandonare la propria religione tradizionale, Meinardo divenne impaziente e si convinse a convertirli con la forza. I Livoni, tuttavia, contrastarono il suo tentativo di partire per Gotland per radunare delle truppe e lo uccisero a Ikšķile nel 1196, causando così il fallimento dei piani del religioso.
Hartwig nominò l'abate Bertoldo di Hannover, il quale forse già viaggiò in Livonia, in sostituzione di Meinardo; questi decise di agire ricorrendo alla forza e radunando nel 1198 un grande contingente di crociati: fu in quel momento che l'ipotesi di avviare una campagna di cristianizzazione forzata divenne più che plausibile. Una leggenda lettone racconta che Bertoldo galoppò davanti alle sue truppe in battaglia, fu circondato e cercò di ritirarsi in preda al timore generato da qualche soldato che aveva calpestato una vipera. A quel punto, un guerriero locale di nome Imants (o Imauts) lo colpì e lo trafisse a morte. La versione raccontata dalle cronache tedesche incolpa il cavallo di Bertoldo, il quale si imbizzarrì, ne causò la caduta e poi la sua uccisione.
La Chiesa si attivò per vendicare la morte di Bertoldo e la sconfitta dei combattenti al suo seguito. Papa Innocenzo III emise una bolla che dichiarava una crociata contro i livoni, promettendo l'indulgenza per tutti i partecipanti. Hartwig consacrò suo nipote, Alberto, come vescovo di Livonia nel 1199: un anno più tardi, Alberto sbarcò a Riga con 23 navi e 500 crociati provenienti dalla Westfalia. Nel 1201 trasferì la sede del vescovato di Livonia da Ikšķile a Riga, estorcendo l'accordo in tal senso con i capi livoni di Riga.
Oggi, il 1201 è ancora celebrato come l'anno della fondazione di Riga da parte di Alberto, evento soprattutto ricordato nei secoli successivi grazie alla comunità tedesca e a agli ecclesiastici del tardo medioevo i quali causarono la graduale scomparsa del credo pagano in Livonia.

## Ascesa di Riga durante il dominio tedesco

### Sotto il vescovo Alberto
Il 1201 fu significativo anche perché coincise con l'arrivo dei primi mercanti tedeschi a Novgorod di cui si ha notizia, i quali la raggiunsero o solcando le acque della Dvina oppure via terra.
Alberto inaugurò l'autorità ecclesiastica sulla regione e introdusse il diritto di Visby. Per assicurare la conquista e tutelare il commercio mercantile tedesco, su consiglio del monaco Teodorico d'Estonia istituì l'Ordine dei Fratelli della Spada di Livonia (Fratres Militiae Christi Livoniae) nel 1202. Si trattò della prima volta in cui nasceva un ordine religioso cavalleresco senza perseguire lo scopo di agire militarmente in Terra santa o in Spagna. Alberto si recò poi in Germania, dove rimase fino al 1207.
Le cronache tedesche raccontano che i Livoni furono convertiti nel 1206, «battezzati in massa» dopo la loro sconfitta a Turaida per mano dell'ordine cavalleresco; a supportare queste operazioni era stato anche il re locale Caupo, battezzato nel 1189 da Meinardo. Il 1207 segnò l'inizio della fortificazione della città da parte di Alberto (le porte della città, Rātsvārti, sono menzionate per la prima volta nel 1210) e l'imperatore Filippo di Svevia nominò ufficialmente Alberto come autorità suprema in Livonia. Tale nomina avvenne dopo che alla regione fu assegnato lo status amministrativo di feudo del Sacro Romano Impero con Riga come capitale; questo provvedimento era funzionale a istituire un sistema di riscossione dei tributi. Per promuovere una presenza militare permanente, i territori conquistati furono spartiti tra la Chiesa e l'ordine religioso: la prima preservò il controllo di Riga e due terzi di tutte le terre conquistate.

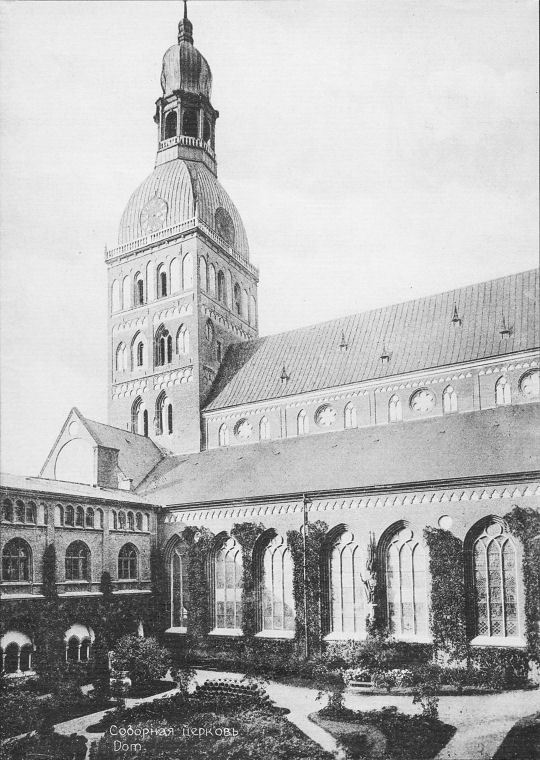
Cortile della cattedrale, la cui prima pietra fu posta nel 1211

Il successo commerciale di Riga fu senza dubbio garantito dalle abilità diplomatiche di Alberto, in quanto egli convinse la Santa Sede a emanare delle bolle papali le quali decretavano che ogni mercante tedesco dovesse condurre i propri scambi nelle regioni baltiche transitando da Riga. Nel 1211 Riga coniò le sue prime monete, mentre Alberto pose la pietra angolare della cattedrale di Riga nello stesso periodo storico. Nonostante la realizzazione di varie strutture difensive, la città non poteva ancora dirsi al sicuro, poiché si verificarono spesso delle incursioni causate da tribù che risiedevano nella Lettonia interna. Nel 1212, Alberto avviò una campagna per costringere il Principato di Polack a garantire ai mercanti tedeschi il libero passaggio del fiume. Polack riconobbe la sovranità di Alberto su Kukenois (Koknese) e Jersika, entrambe già sottomesse dai crociati nel 1209, accettando al contempo che i Livoni non fossero più legati a un rapporto di vassallaggio con il principato.
L'apertura della Dvina ampliò il commercio tedesco con Vicebsk, Smolensk e Novgorod. Nel febbraio del 1214, forse anche per via della rapida crescita di Riga, l'diocesi di Riga fu riconosciuta come una sede episcopale autonoma e non più sottoposta alla giurisdizione di Brema. I quartieri più antichi di Riga furono devastati da un incendio nel 1215.
Nel 1220 Alberto istituì un ospedale sotto l'«Ordine» dei poveri ammalati (ad usus pauperum infirmantium hospitale in nova civitate Rige construximusus). Nel 1225 questo fu convertito in un ospedale dello Spirito Santo della Germania specificatamente concepito per la cura della lebbra, malgrado non si registrarono mai casi di tale patologia. Nel 1330, la struttura fu rimpiazzata da una nuova fortificazione cittadina.
La rete di relazioni politiche creata Alberto cominciò a logorarsi già nel 1221; la classe mercantile di Riga iniziò infatti a chiedere maggiore autonomia e, nello stesso anno, essa acquisì il diritto di gestirsi in maniera indipendente adottando una sorta di Costituzione cittadina. La lotta per il predominio tra clero, ordini cavallereschi e abitanti del posto causò svariate controversie, sfociate anche in lotte aperte, nei secoli a venire.
Sempre nel 1221, Alberto dovette riconoscere il dominio danese sulle terre da loro conquistate in Estonia e Livonia. Una simile battuta d'arresto risaliva alla chiusura di Lubecca verso est effettuata dall'arcivescovo di Brema, poi sotto la sovranità danese, al commercio baltico nel 1218. I nuovi crociati non potevano più raggiungere agevolmente Riga, che continuava ad essere minacciata dagli autoctoni. Alberto fu costretto a chiedere assistenza al re Valdemaro II, che aveva interessi sul Baltico orientale, avendo occupato Øsel (l'isola di Saaremaa) nel 1203. I danesi sbarcarono in Livonia, edificarono una fortezza a Reval (Tallinn), e si espansero sia in territorio estone che nella Livonia del nord scontrandosi con i tedeschi, i quali tentarono persino di assassinare Valdemaro. Alberto riuscì a raggiungere un'intesa dopo dodici mesi; nel 1222 Valdemaro cedette infatti tutte le terre e i possedimenti in Livonia al controllo di Alberto.
Le difficoltà del vescovo con i cittadini di Riga proseguirono; grazie alla mediazione della Santa Sede, nel 1225 fu raggiunto un accordo in base al quale gli abitanti cessarono di pagare le tasse all'autorità religiosa di Riga e acquisirono il diritto di eleggere propri magistrati e consiglieri comunali.
Alberto si occupò altresì della vita ecclesiastica di Riga, consacrando la cattedrale, costruendo la chiesa di San Giacomo destinata ai Livoni convertiti al di fuori dalle mura della città e fondando una scuola parrocchiale presso la chiesa di San Giorgio, tutto nel 1226. Inoltre, si mosse militarmente per riottenere il possesso di quanto prima perduto, conquistando Ösel nel 1227 (l'ultimo evento narrato dalla Cronaca di Enrico di Livonia), e accrebbe le entrate quando la città concluse un trattato con il Principato di Smolensk ai sensi del quale si riconosceva la cessione di Polack a Riga. Alberto si spense nel gennaio del 1229. Malgrado fallì il suo proposito di venire elevato al ruolo di arcivescovo, l'egemonia tedesca da lui stabilita nei Paesi baltici sarebbe durata sette secoli.

### Membro della Lega Anseatica

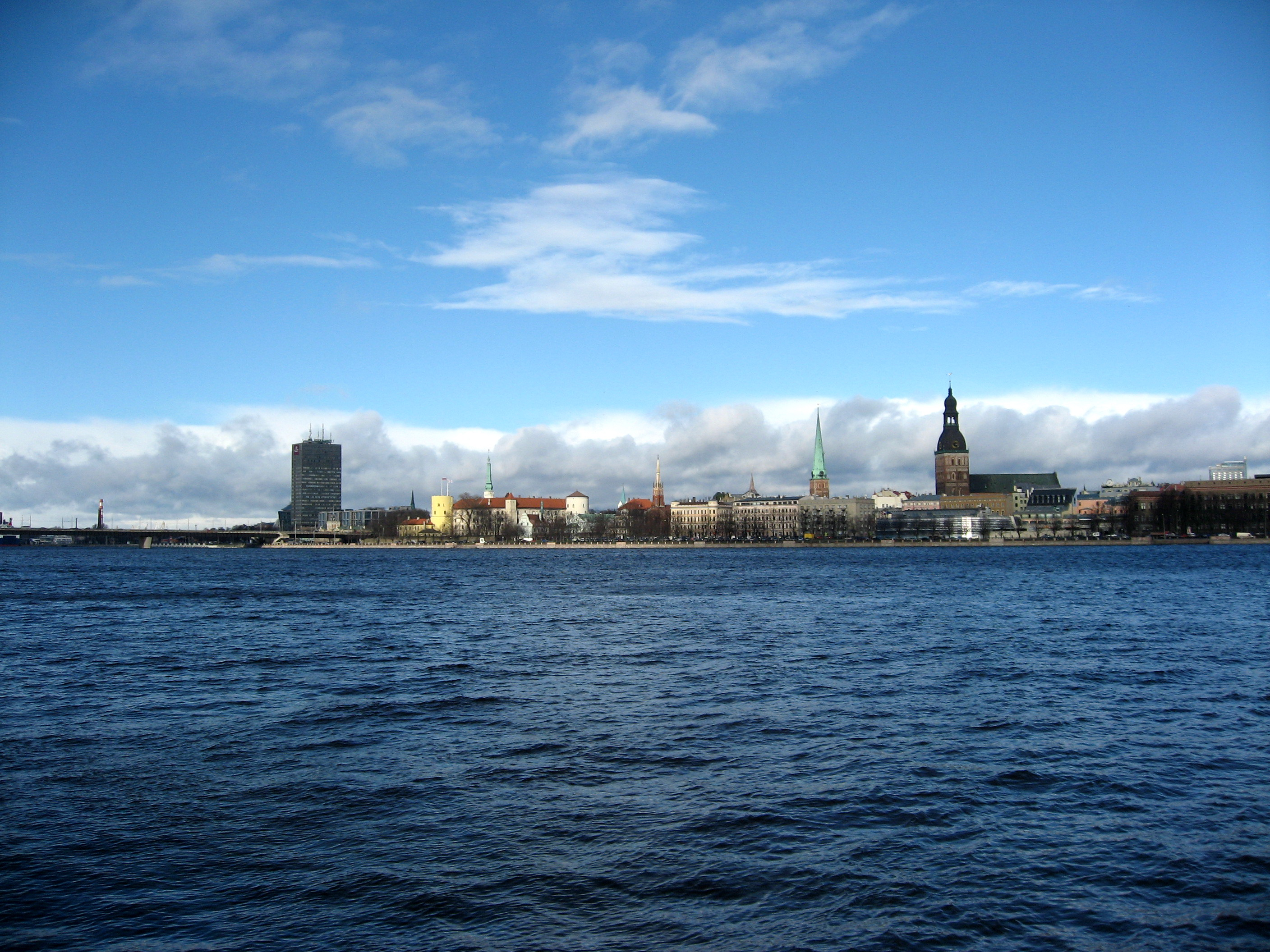
Riga vista dal Mar Baltico

Riga fungeva da punto di passaggio per il commercio con le tribù baltiche e con la Russia. Nel 1282 divenne membro della Lega anseatica, un'associazione di mercanti unita a livello politico e commerciale che includeva varie città e paesi della Germania settentrionale e del Baltico. A causa delle misure volte a favorire soprattutto i suoi membri tedeschi, la Lega ebbe molto successo, continuando alle stesso tempo gli scambi con commercianti di nazionalità diverse. Nel 1298 i cittadini di Riga e il granduca lituano Vytenis conclusero un accordo in virtù del quale una guarnigione di Lituani li avrebbe difesi dalle incursioni dell'Ordine di Livonia, subentrato ai Cavalieri portaspada e formalmente sottoposto all'Ordine teutonico. Questa sorta di accordo di cooperazione rimase in vigore fino al 1313, quando i Lituani abbandonarono il presidio. Il punto più critico del conflitto di toccato nel 1329-1330, quando il granduca Gediminas assunse il controllo della città e la mantenne, anche se per breve tempo, finché i cavalieri non furono in grado di riconquistarla.
Riga prese parte alla dieta della Lega Anseatica del 1412, ma non a quelle del 1380 e del 1382, le più importanti del XIV secolo. Riga divenne oggetto di aspirazioni militari, politiche, religiose ed economiche straniere nelle ultime fasi di vita della Confederazione livoniana; i dissapori tra clero, abitanti di Riga e ordine di Livonia emersero in maniera maggiore tra il 1458 e il 1479, tanto che nella dieta della Lega del 1472 alle tre controparti fu intimato di incontrarsi e stipulare una tregua decennale. Le incomprensioni proseguirono fino al mese di agosto 1479, quando Papa Sisto IV emanò una bolla speciale con la quale scomunicava il Landmeister Bernhard von der Borch e i suoi sostenitori. Il pontefice procedette a nominare Stefano Grube come nuovo arcivescovo di Riga, ma Bernhard von der Borch e il predecessore di Grube rifiutarono di dare seguito alla decisione del papa. In seguito, quando la Confederazione livoniana volse le proprie attenzioni a est perché desiderosa di contrastare il crescente potere della Moscovia, i rapporti tra le tre controparti presenti alla dieta del 1472 si rasserenarono temporaneamente e iniziò una graduale fase di stabilità.
Un periodo di rinnovato vigore ebbe luogo quando amministrò la Confederazione Wolter von Plettenberg (1494-1535): consapevole delle fragilità che stava attraversando lo stato, mise in atto una serie di manovre diplomatiche con cui riuscì a tessere relazioni amichevoli sia con il clero che con gli abitanti, coinvolti di lì a poco da una spaccatura religiosa.
La città abbracciò infatti la Riforma nel 1522, preferendo porre fine al potere degli arcivescovi. Nel 1524, una statua della Vergine Maria venerata nella cattedrale fu denunciata come strega e gettata nel fiume Daugava; poiché galleggiava fu proclamata colpevole e bruciata a Kubsberg, la collina su cui venivano punite le streghe.
L'ultima dieta della Lega si riunì nel 1669, sebbene i suoi poteri si fossero già indeboliti alla fine del XIV secolo, quando le alleanze politiche tra Lituania e Polonia e tra Svezia, Danimarca e Norvegia ne limitarono l'influenza. Tuttavia, l'unione commerciale risultò determinante nel conferire a Riga stabilità economica e politica, fornendo così alla città una solida base che resistette alle conflagrazioni politiche future.

## Confederazione polacco-lituana e parentesi svedese

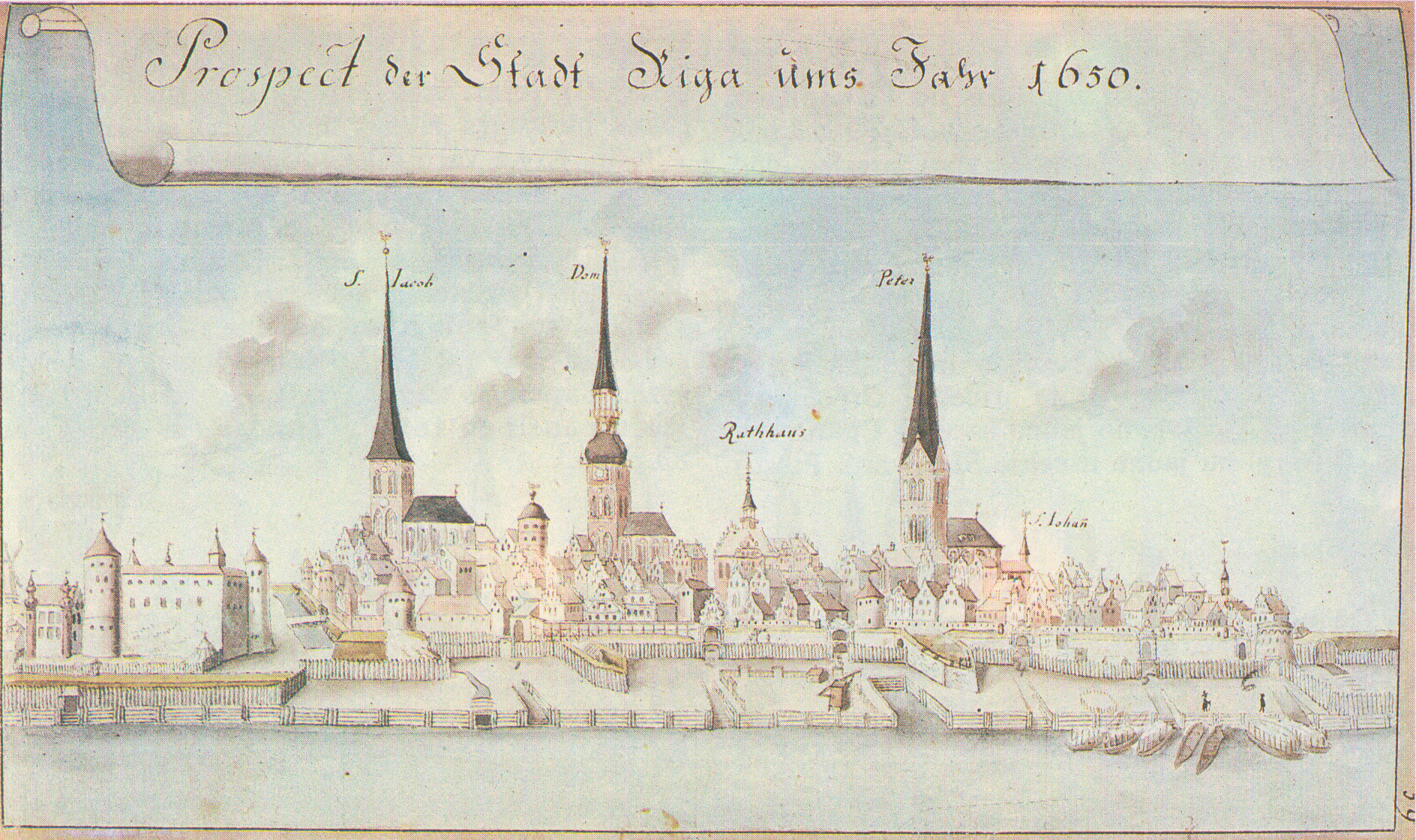
Riga nel 1650 in un'illustrazione di Johann Christoph Brotze (1742-1823)

Quando l'Ordine di Livonia cessò di esistere nel corso della prima guerra del Nord del 1558-1583, Riga preservò per un ventennio lo status di città libera dell'Impero del Sacro Romano Impero, imponendosi negli scambi che avevano ad oggetto lino, legname, cereali, grasso e soprattutto cera. In seguito, finì sotto l'influenza della Confederazione polacco-lituana per via delle disposizioni sancite dal trattato di Drohiczyn del 1581. Nel 1621, nel corso della guerra polacco-svedese, Riga e la fortezza periferica di Daugavgriva passarono in mano a Gustavo II Adolfo, re di Svezia, che intervenne non solo nella guerra dei trent'anni per interessi politici ed economici, ma anche perché desiderava accrescere il numero di protestanti nella regione. Durante la guerra russa-svedese del 1656-1658, Riga resistette all'assedio delle forze russe.
Durante la parentesi scandinava, Riga risultava la città più fiorente dell'Impero svedese (anche più di Stoccolma) e riuscì a conservare un certo grado di autonomia amministrativa. A seguito di decenni trascorsi senza subire minacce esterne, nel 1710, nel corso della grande guerra del Nord, la Russia dello zar Pietro il Grande assediò Riga per nove mesi. L'attaccò terminò con la resa dell'Estonia e della Livonia, compresa ovviamente Riga, una prospettiva favorita dalla nobiltà locale che accettò di arrendersi a condizione di non perdere alcuni dei privilegi precedentemente ottenuti. Riga preservò il suo status di capoluogo nell'omonimo governatorato, in futuro convertito in quello di Governatorato di Livonia. Il dominio sul Baltico della Svezia cessò e le acquisizioni della Russia formalizzate dal trattato di Nystad del 1721 sancirono la supremazia di San Pietroburgo in Europa orientale. Il sogno baltico di Pietro il Grande veniva infine realizzato, anche se restavano fuori la Curlandia, sottomessa verso la fine del secolo, e le coste meridionali della Finlandia.

## Città portuale e industriale dell'Impero russo

### Dal 1720 alla seconda metà del 1800
Agli inizi della dominazione russa, gli abitanti di Riga speravano innanzitutto di non assistere ad ulteriori battaglie e così fu fino alla prima guerra mondiale. Verso la metà del XVIII secolo, furono avviati diversi progetti di costruzione: nel 1765 terminarono i lavori per la realizzazione del municipio, nel 1773 quelli del grande cimitero cittadino e del museo Himsel, attualmente ospitante reperti sulla storia di Riga e della navigazione. Nel 1783 cessarono le operazioni necessarie per la costruzione del grande teatro locale. Nel 1781 la città divenne la capitale del vicereame di Riga, per poi, come detto in precedenza, essere elevata nel 1796 a capitale della Livonia. Sempre alla fine del 1700, Riga si era affermata anche come centro aperto al pensiero illuminista; l'editore Hartknoch stampò importanti trattati dei filosofi Johann Georg Hamann, Johann Gottfried von Herder e Immanuel Kant, nonché traduzioni tedesche di qualche opera di Jean-Jacques Rousseau.
Nel 1812, Napoleone Bonaparte diede il via alla campagna di Russia e, per scongiurare un possibile attacco francese, il quale invero era stato pianificato, i sobborghi di Riga furono distrutti e incendiati. Tuttavia, a posteriori, tale scelta si rivelò affrettata, in quanto Napoleone non attaccò mai l'odierna capitale lettone.
In Europa, il commercio si sviluppò nel XVIII e soprattutto nel XIX secolo, con il risultato che aumentò il totale delle esportazioni russe. Nello stesso periodo, si assistette inoltre all'abolizione della servitù della gleba (1816-1819) nelle province baltiche, le prime di tutto l'Impero a beneficiare di un provvedimento simile. Fu in quel momento che Riga iniziò ad acquisire un posto di rilievo tra le città europee della Russia più importanti. Lo sviluppo della città aumentò in maniera vertiginosa dopo il 1856; il governo dell'Impero russo autorizzò la demolizione della fortezza di Riga e delle fortificazioni della città per rimpiazzarle con edifici in pietra che potevano essere ultimati nei sobborghi. Nel 1861 iniziò a funzionare la linea ferroviaria Riga-Dinaburg, la quale non era altro che una sezione della più lunga tratta Varsavia-San Pietroburgo.
Nel panorama sociale della Riga della metà dell'Ottocento si affermarono in maniera preponderante il proletariato industriale e la borghesia, i quali ridussero l'ampio peso che in passato aveva il ceto contadino. Questo mutamento sociale coincise con diverse problematiche; la povertà crebbe e generò del malcontento, culminando con i due grandi scioperi (a cui aderirono anche i disoccupati) degli anni Settanta dell'Ottocento e del 1899, il quale si rivelò di più ampia portata.

### Fine Ottocento e inizio Novecento

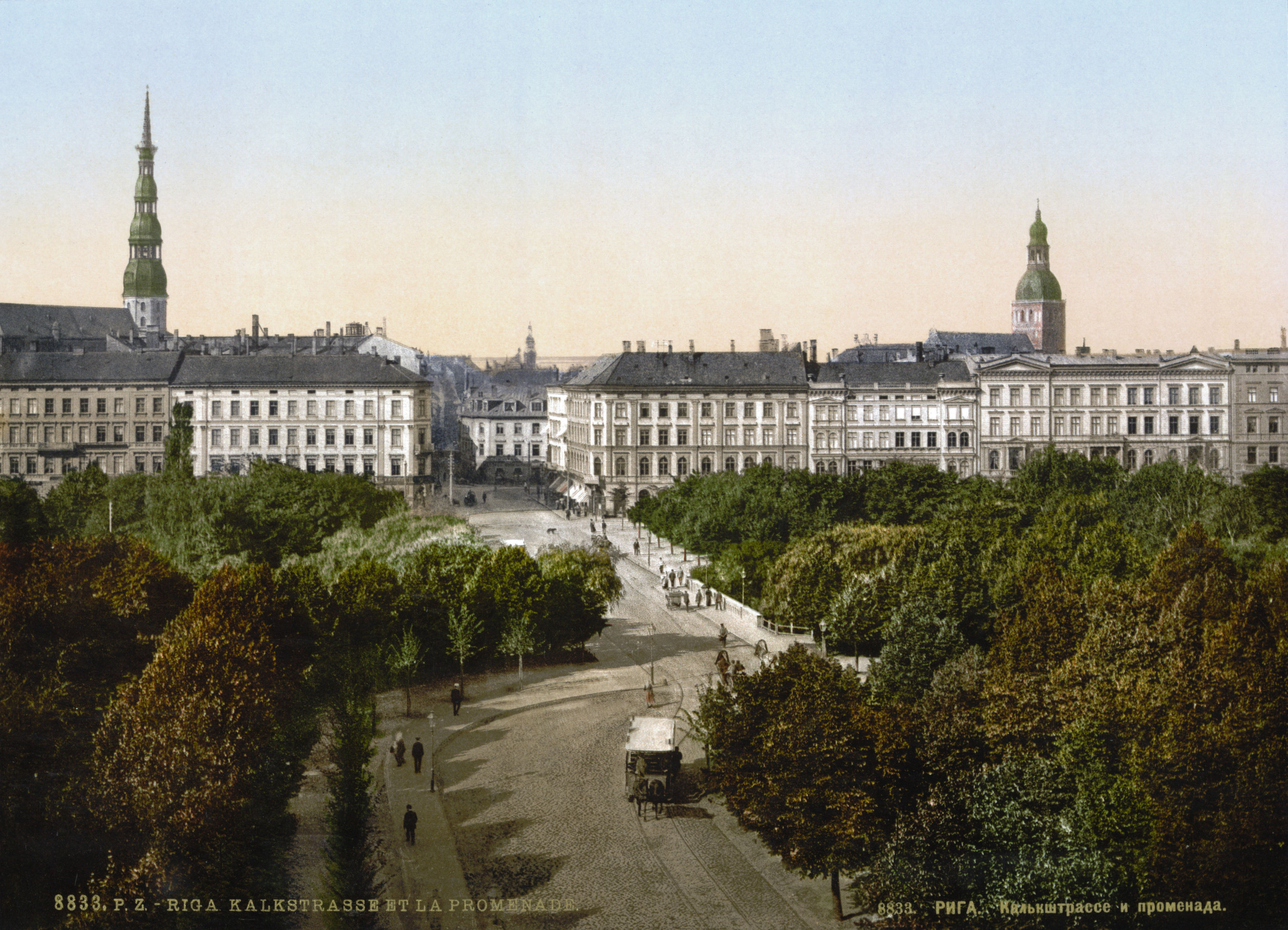
Panorama di Riga su una cartolina del 1900 circa

Entro la fine del XIX secolo, Riga si affermò come una delle città industrialmente più avanzate ed economicamente prospere dell'intero Impero. Degli 800.000 operai industriali attivi nelle province baltiche, più della metà lavorava nella moderna capitale lettone. Nel 1900, Riga risultava la terza città più grande della Russia dopo Mosca e San Pietroburgo in termini di numero di lavoratori attivi nel settore industriale.
Con il passare del tempo, i tedeschi del Baltico a Riga, lontani discendenti dei mercanti e degli ordini religiosi cavallereschi, si aggrapparono alla loro posizione dominante nonostante i cambiamenti demografici. Si pensi al fatto che nella città lettone il tedesco rimase la lingua ufficiale a livello amministrativo (è il caso dei certificati di nascita, matrimonio e morte) fino all'imposizione della lingua russa nel 1891 nelle province baltiche. I lettoni iniziarono a soppiantare i tedeschi come maggiore gruppo etnico nella metà del XIX secolo. Il censimento del 1897, il primo eseguito nell'Impero, riportava i seguenti dati: la popolazione era per il 45% lettone (23,6% nel 1867), il 23,8% tedesca (42,9% nel 1867 e 39,7% nel 1881), 16,1% russa, 6% ebrea, 4,8% polacca, 2,3% lituana e 1,3% estone. Nel 1913 Riga era solo per il 13,5% tedesca. L'ascesa della borghesia lettone fece sì che Riga vivesse una fase di risveglio nazionale con la fondazione dell'Associazione lettone di Riga già avvenuta nel 1868 e l'organizzazione del primo festival nazionale della canzone nel 1873. Il movimento nazionalista dei "giovani lettoni" fu seguito dalla nuova corrente socialista diffusasi durante la rapida industrializzazione della città, culminata nella rivoluzione russa del 1905 fomentata a Riga dal Partito Socialdemocratico dei Lavoratori di Lettonia.

## Capitale della Lettonia indipendente
La prima guerra mondiale e l'impatto della Rivoluzione di ottobre del 1917 non si rivelarono senza conseguenze per Riga. L'esercito imperiale tedesco raggiunse la città nel 1917, un anno prima che venisse firmato il trattato di Brest-Litovsk. Quest'ultimo statuì, tra le altre cose, la cessione da parte della Russia all'Impero tedesco dei Paesi baltici. Quando la Germania si arrese e siglò l'armistizio di Compiègne dell'11 novembre 1918, Berlino dovette rinunciare, così come la Russia, alla Lettonia, all'Estonia e alla Lituania, le quali ottennero l'indipendenza e scongiurarono l'ipotesi della costituzione del Ducato Baltico Unito.

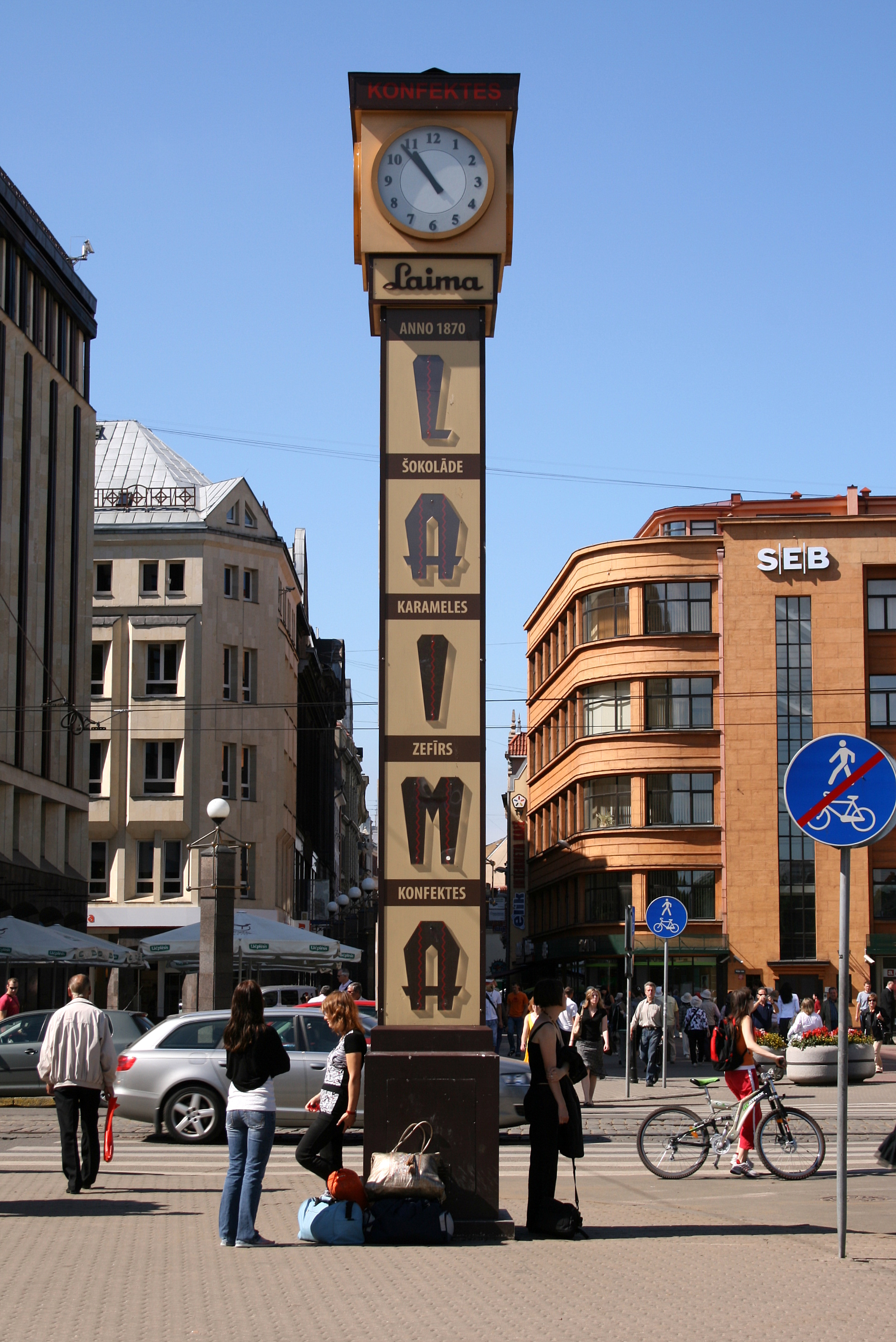
L'orologio Laima, un popolare luogo di incontro a Riga

Dopo più di 700 anni di dominio tedesco, svedese e russo, la Lettonia, con Riga come capitale, dichiarò la sua indipendenza il 18 novembre 1918; la guerra d'indipendenza lettone che si scatenò subito dopo consentì la definitiva affermazione della sovranità nazionale.
Nel periodo interbellico (1918-1940), Riga e la Lettonia focalizzarono la propria attenzione dalla Russia ai paesi dell'Europa occidentale, istituendo un sistema di governo democratico e parlamentare con a capo un presidente. Il lettone venne riconosciuto come lingua ufficiale della nazione prima che lo Stato venisse ammesso alla Società delle Nazioni. Il Regno Unito e la Germania si sostituirono alla Russia come principali partner commerciali della Lettonia. L'apertura a ovest del primo ministro lettone Kārlis Ulmanis fu forse a dovuta al fatto che aveva studiato agraria e si era laureato presso l'Università del Nebraska, negli Stati Uniti d'America.
La città perse un terzo della sua popolazione, poiché molti funzionari russi fecero ritorno in patria, mentre la maggior parte dei lituani e dei polacchi si spostò nelle proprie terre d'origine, di nuovo autonome. Nel 1935 Riga contava 385.000 abitanti, il 63% dei quali di etnia lettone. Si trattò della prima volta nella storia in cui i lettoni erano la maggioranza degli abitanti di Riga. La quota tedesca si attestava al 10%, quella russa al 9%: entrambe le due minoranze erano scavalcate di poco dagli ebrei (11%), insediatisi in città per via dell'abolizione dei limiti imperiali russi sugli insediamenti ebraici.
Nel periodo dell'indipendenza, i festival della canzone si trasformarono da movimento culturale di base in uno spettacolo di massa sponsorizzato dallo stato. Malgrado il calo demografico, quella che veniva definita come «la vibrante e architettonicamente pregiata "Parigi del Nord"» compensò attirando la visita di diplomatici e celebrità, oltre a intraprendere grandi progetti come il memoriale dei combattenti per la libertà e un museo etnografico.

## Parentesi sovietica e nazista
Nel corso della seconda guerra mondiale, ebbe luogo l'occupazione sovietica della Lettonia nel 1940, conclusasi nello stesso anno con l'annessione del Paese all'URSS e alla perdita dell'indipendenza. L'ultimatum imposto da Mosca fu assecondato per evitare ritorsioni peggiori. Migliaia di lettoni furono arrestati, torturati, giustiziati e deportati nei gulag della Siberia nel corso della deportazione di giugno del 1941, uno scenario in termini di trattamento non dissimile da quella che qualche anno dopo posero in essere i nazisti nel corso dell'occupazione tedesca nel 1941-1944 nei confronti delle minoranze locali. Alcuni tedeschi del Baltico decisero di rimpatriare in Germania con l'approvazione di Hitler; si stima che 60.000 lettoni salutarono l'est tra il 1939 e il 1941. La comunità ebraica della città fu costretta a rimanere confinata in un ghetto localizzato nel quartiere di Maskavas, evento a cui seguì la realizzazione dei campi di concentramento a Kaiserwald e nei pressi di Salaspils.

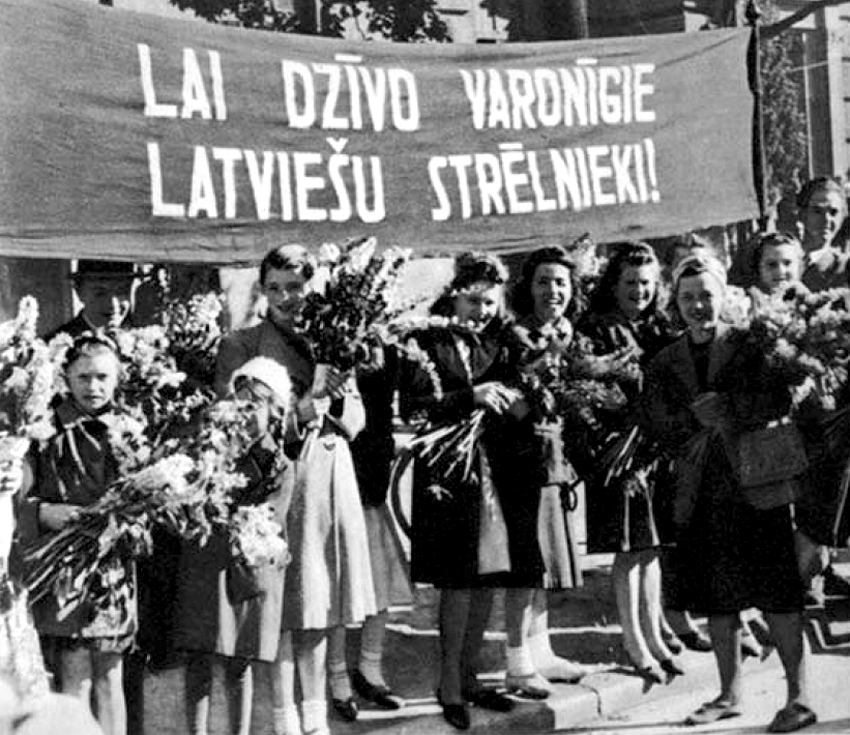
Un gruppo di donne accoglie l'ingresso del 130º Corpo di fucilieri lettoni a Riga il 16 ottobre 1944

Nel 1944, si concretizzò la rioccupazione sovietica della Lettonia nell'ambito dell'offensiva del Baltico. Ancora una volta, seguirono delle deportazioni in direzione della Siberia e in altre regioni dell'Unione Sovietica, solitamente accusati di aver collaborato con i nazisti o di appartenere ai Fratelli della foresta, un gruppo di militanti attivo nei Paesi baltici.
L'industrializzazione e l'immigrazione su larga scala pianificata di un gran numero di non lettoni provenienti da altre repubbliche sovietiche a Riga, in particolare russi, stravolse la composizione demografica di Riga e della RSS Lettone. Vennero edificati numerosi nuovi appartamenti in alcuni dei distretti più interni della città e spesso alcuni militanti dell'Armata Rossa decisero di trasferirsi nell'ex capitale lettone per trascorrere gli anni della pensione. Nel 1975, il 52% degli abitanti di Riga era di etnia lettone (62% nel 1959), una percentuale mutata dopo la riaffermazione dell'indipendenza della Lettonia.

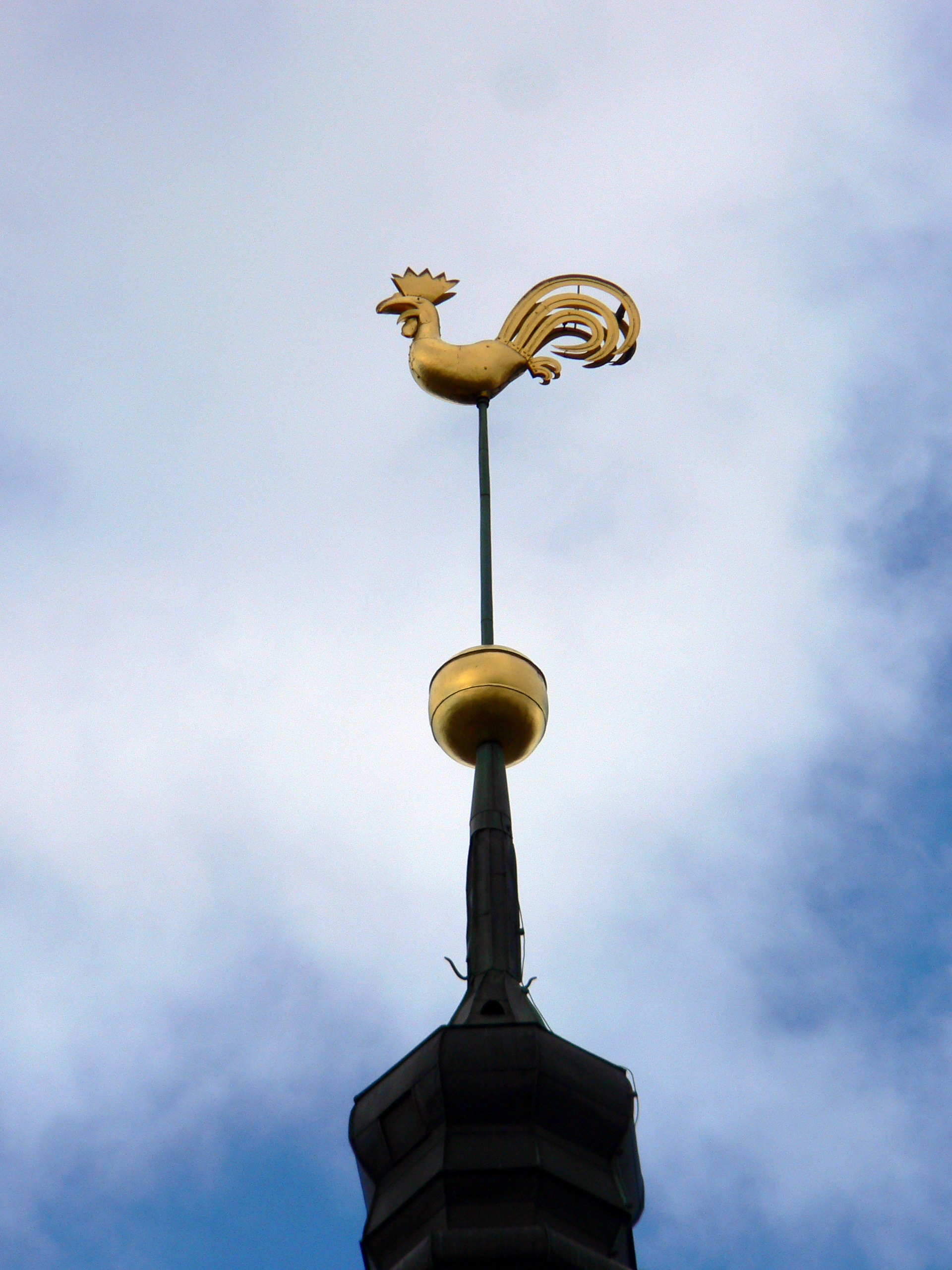
La banderuola del vento con il gallo posta in cima alla cattedrale

Le trasmissioni televisive da Riga iniziarono ad essere diffuse nel 1954, le prime in assoluto nei Paesi Baltici. Gli stabilimenti della VEF (Valsts elektrotehniskā fabrika, Industria elettrotecnica statale) e della Radiotehnika della Lettonia si specializzarono nella produzione di radio, telefoni e sistemi audio. La maggior parte dei vagoni ferroviari sovietici veniva prodotta dalla Rīgas Vagonbūves Rūpnīca, mentre i minibus dalla Rīgas Autobusu Fabrika.
Nel 1962 Riga iniziò a ricevere gas russo per esigenze industriali e per ilriscaldamento domestico. Ciò permise l'inizio della costruzione su larga scala di nuovi quartieri cittadini e di grattacieli. Nel 1965 la centrale idroelettrica di Pļaviņas iniziò a produrre elettricità. Nel 1986 si edificarono alcuni degli edifici moderni ancora presenti a Riga, tra cui la torre della televisione, il cui disegno ricorda la torre Eiffel e di cui è più alta. Con i suoi 386,5 metri di altezza, si tratta della più alta torre televisiva indipendente oggi presente nell'Unione europea e di una delle più elevate al mondo.

## Ripristino dell'indipendenza
Nel 1985, Michail Gorbačëv venne eletto Segretario generale del Comitato centrale del PCUS. Autore delle politiche della glasnost' e della perestrojka, in virtù di una ventata di maggiore libertà molte repubbliche socialiste manifestarono più volte in strada rivendicando maggiore autonomia e, più tardi, l'indipendenza. La Lettonia non mancò all'appello, partecipando, tra le proteste più eclatanti a livello mediatico, alla catena baltica del 23 agosto 1989. In quel giorno, due milioni di persone congiunsero le proprie mani da Tallinn a Vilnius passando per Riga.

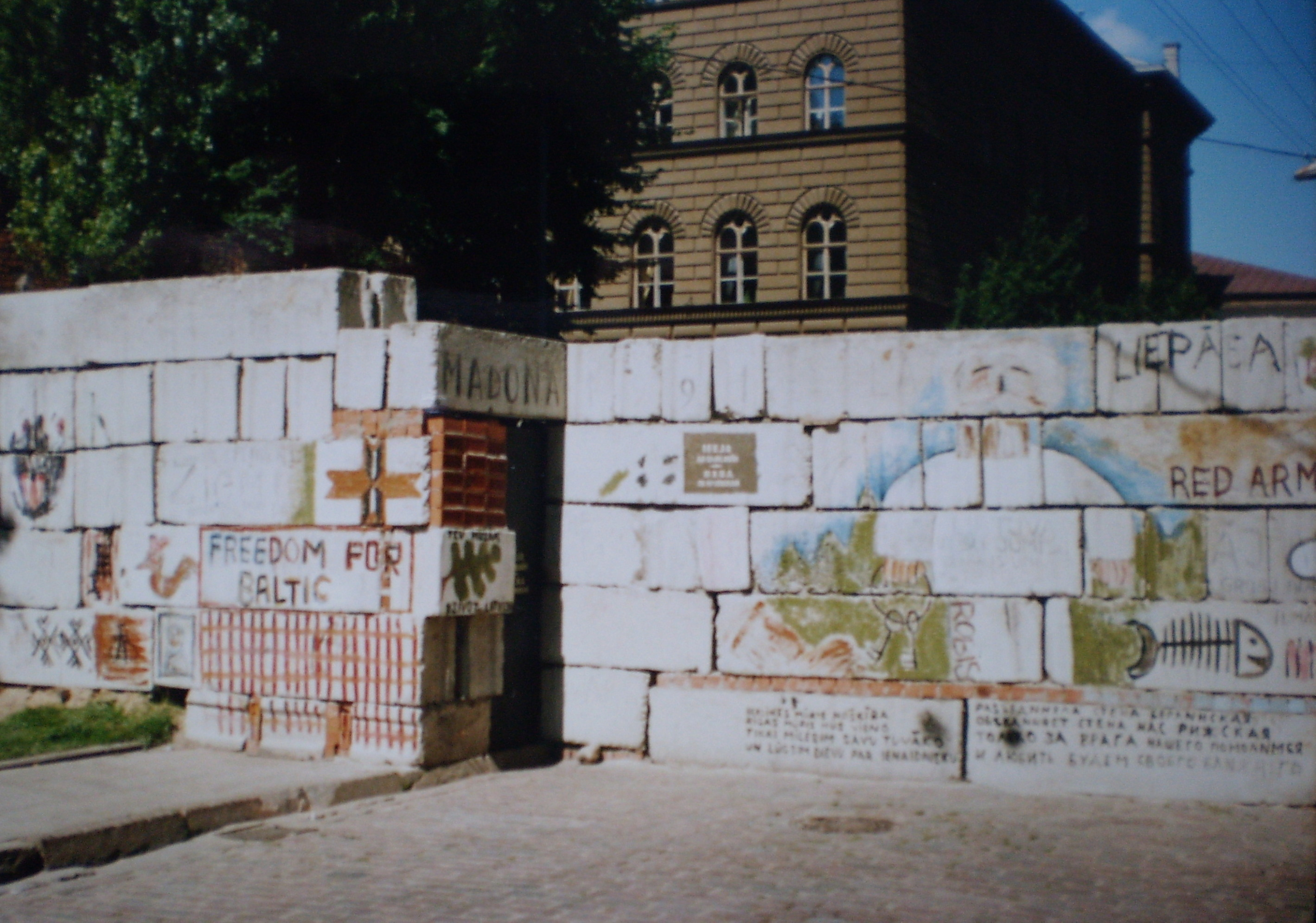
Le barricate posizionate a Riga il 27 luglio 1991 per impedire all'Armata Rossa di raggiungere il parlamento

Diversi carri armati sovietici giunsero sulla riva del fiume Daugava, nel centro storico di Riga. Le reti televisive trasmisero filmati di colpi di fucile sparati di notte nella Città Vecchia il 13 gennaio 1991. Per le strade un numero imprecisato di civili decise allora di costruire delle barricate e trascorse giorno e notte a sorvegliarle mentre intonavano canzoni tradizionali lettoni. Per questo motivo, le operazioni compiute dal movimento indipendentista vennero sintetizzate con l'espressione "rivoluzione cantata".
La Lettonia dichiarò la sua piena indipendenza de facto il 21 agosto 1991; dopo il fallito putsch di agosto del 6 settembre 1991, la sovranità del Paese baltico fu confermata. La Lettonia aderì formalmente alle Nazioni Unite come Stato indipendente il 17 settembre 1991 e le truppe sovietiche presenti sul suolo lettone rientrarono lentamente nella Federazione Russa, Stato successore dell'URSS, tra il 1992 e il 1994.
A Riga si scelse di cancellare i nomi delle strade e i monumenti realizzati in epoca sovietica. Il viale Prospettiva Lenin tornò a chiamarsi Brīvības ("Libertà") e la stazione ferroviaria di Oškalns, dal nome di un importante comunista lettone, divenne nota come Zemitani. La statua di Vladimir Lenin situata accanto al monumento alla Libertà venne rimossa in occasione della dell'anniversario del ripristino della sovranità. L'autostrada che collega Riga a Jūrmala fu ribattezzata in onore di Kārlis Ulmanis, l'ultimo presidente attivo nella Lettonia del periodo interbellico. Durante questa fase di cambiamento politico, alcuni russi e ucraini locali si videro revocare la propria cittadinanza e preferirono trasferirsi in Russia e in Occidente. Il loro status di "non cittadini" risultò per diverso tempo oggetto di controversia. Parte della popolazione ebraica preferì emigrare, ma al contempo diversi lettoni che erano riusciti a spostarsi all'estero nel 1940 fece ritorno in patria. Nonostante la percentuale di lettoni sia col passare degli anni cresciuta, alcuni quartieri di Riga rimangono a maggioranza russi.
Nel 2001, Riga celebrò il suo 800º anniversario dalla fondazione della città. Il 29 marzo 2004 la Lettonia entrò a far parte della NATO e dell'Unione europea nel 1º maggio 2004. Sempre nel 2004, le compagnie aeree low cost cominciarono ad atterrare a Riga; i voli particolarmente economici da altre destinazioni europee come Londra e Berlino comportarono un aumento sostanziale del flusso di turisti. Non sono mancati episodi controversi dovuti al comportamento scorretto di alcuni gruppi di turisti. Questo fu il caso di due turisti britannici sorpresi nel 2007 a urinare nei pressi del monumento alla Libertà, circostanza che spinse l'ambasciata britannica a consigliare ai turisti «a pensare prima di bere». Il numero di turisti continuò ad aumentare (anche perché il centro storico è stato dichiarato patrimonio mondiale dell'umanità) e il 2006 fece registrare un aumento del 18% del numero di prenotazioni negli hotel lettoni rispetto al 2005, un traguardo superiore a quello di altri Stati dell'UE e ben al di sopra della media europea del 2,4%.
Con riferimento all'ambito economico, quasi tutte le più importanti istituzioni finanziarie si trovano a Riga, compresa la Banca di Lettonia, la banca centrale lettone. Attualmente, a Riga si realizza quasi la metà dell'intera produzione industriale lettone, concentrata sul settore finanziario, servizi pubblici, comparto alimentare, farmaceutici, lavorazione del legno, stampa ed editoria, tessili, mobili, produzione di attrezzature per le comunicazioni. Il porto di Riga è un importante centro di spedizioni via cargo. Il grattacielo di Saules Akmens e il complesso delle Z-Towers, sede di importanti banche estere, testimoniano il rapidissimo sviluppo economico che Riga e la Lettonia hanno vissuto nei primi anni Duemila assieme agli altri Stati Baltici (Tigri del Baltico).